# Lauri Koskela

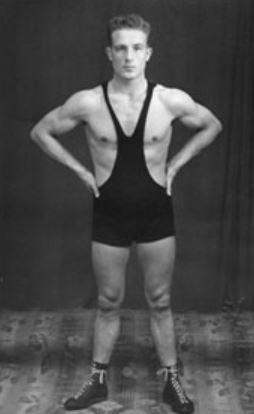
Lauri Koskela

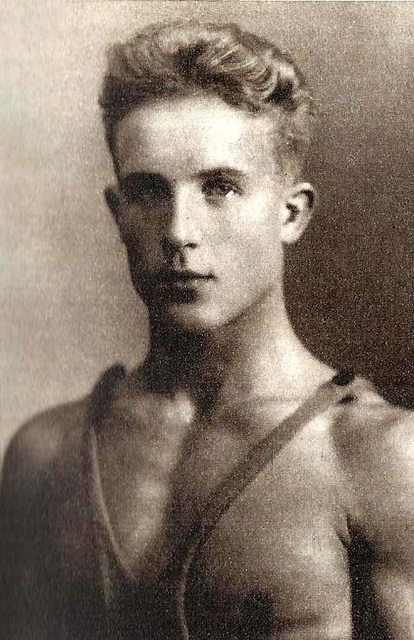
Lauri Koskela

Lauri Koskela (* 16. Mai 1907 in Lapua; † 3. August 1944 in Vuosalmi, Karelische Landenge, Provinz Wiborg) war ein finnischer Ringer.

## Werdegang
Lauri Koskela wuchs in der finnischen Kleinstadt Lapua auf. Er war Arbeiter und gehörte bis 1931 dem finnischen Arbeiter-Sportverband TUL an, da er für den TUL-Verein „Lapuan Ponnistus“ rang. Kurz vor den Olympischen Spielen 1932 wechselte er zum Ringerverein „Lapuan Virkiä“ und wurde dadurch Mitglied des offiziellen finnischen Ringerverbandes, der dem Ringer-Weltverband angeschlossen war. In diesem Verband wurde er einer der profiliertesten Ringer der 1930er Jahre im griechisch-römischen Stil weltweit. Er wurde Olympiasieger und dreimal Europameister. Der Europameistertitel kam damals eigentlich dem Weltmeistertitel gleich, da keine Weltmeisterschaften veranstaltet wurden, die europäischen Ringer im griechisch-römischen Stil aber die besten der Welt waren. Sein größter Konkurrent war sein Landsmann Aarne Reini, der ihn bei den finnischen Meisterschaften 1935, 1937 und 1938 besiegte. Lauri Koskela kämpfte auch mehrmals in Deutschland und lieferte sich dabei mit Wolfgang Ehrl, Fritz Weikart und Heinrich Nettesheim aufregende und spannende Kämpfe, die er meist gewann.
Lauri Koskela verstarb bereits 1944 im Alter von 37 Jahren.

## Internationale Erfolge
| Jahr | Platz  | Wettbewerb                  | Gewichtsklasse | Ergebnisse |
| 1931 | 1.     | Intern. Turnier in Helsinki | Feder          | vor Kustaa Pihlajamäki, Finnland |
| 1932 | Bronze | OS in Los Angeles           | Feder          | mit Siegen über Jindřich Maudr, Tschechoslowakei und Ödön Zombori, Ungarn und Niederlagen gegen Wolfgang Ehrl, Deutschland und Giovanni Gozzi, Italien                                  |
| 1935 | 1.     | EM in Kopenhagen            | Leicht         | mit Siegen über Josef Graßl, Österreich, Thomas Whitfield, England, Herbert Olofsson, Schweden, Wolfgang Ehrl und trotz einer Niederlage gegen Abraham Kurland, Dänemark                |
| 1936 | Gold   | OS in Berlin                | Leicht         | mit Siegen über Voldemar Väli, Estland, Adolf Osselaer, Belgien, Dragomir Borlovan, Rumänien, Heinrich Nettesheim, Deutschland und Josef Herda, Tschechoslowakei                        |
| 1937 | 1.     | EM in Paris                 | Leicht         | mit Siegen über Erik Kalnins, Lettland, Aage Erikssen, Norwegen, Jean Vaissier, Frankreich, Voldemar Väli, Herbert Olofsson und trotz einer Niederlage gegen Fritz Weikart, Deutschland |
| 1938 | 1.     | EM in Tallinn               | Leicht         | mit Siegen über Voldemar Väli, Erik Kalnins und Heinrich Nettesheim |
| 1939 | 3.     | EM in Oslo                  | Leicht         | mit Siegen über Arild Dahl, Norwegen, Aage Meier, Dänemark, Heinrich Nettesheim und einer Niederlage gegen Gösta Andersson, Schweden                                                    |

Erläuterungen
- alle Wettbewerbe im griechisch-römischenStil
- OS = Olympische Spiele, EM = Europameisterschaft
- Federgewicht, damals bis 61 kg, Leichtgewicht, bis 66 kg Körpergewicht

## Finnische Meisterschaften
| Jahr | Platz | Gewichtsklasse | Ergebnisse                                 |
| 1932 | 1.    | Feder          | vor Erkki Pasanen und Juha Savolainen      |
| 1933 | 1.    | Feder          | vor Kustaa Pihlajamäki und Niilo Tikkanen  |
| 1935 | 2.    | Leicht         | hinter Aarne Reini und vor Reino Hiirvonen |
| 1936 | 1.    | Leicht         | vor Aarne Reini und Kalle Pitkänen         |
| 1937 | 2.    | Leicht         | hinter Aarne Reini und vor Aate Soini      |
| 1938 | 3.    | Leicht         | hinter Aarne Reini und Aate Soini          |
| 1939 | 2.    | Leicht         | hinter Aate Soini und vor Aleksi Panttila  |
| 1940 | 1.    | Leicht         | vor Erkki Knuuttila und Lauri Kangas       |
| 1941 | 1.    | Leicht         | vor Erkki Knuuttila und Aarne Siik         |
| 1942 | 1.    | Leicht         | vor Kauko Penttilä und Vilis Vanhanen      |
| 1943 | 1.    | Leicht         | vor Yrjö Salonen und Aarne Siik            |

(alle Meisterschaften im griechisch-römischen Stil)